# Villarmor
Villarmor es un lugar española de la parroquia de Ardesaldo, perteneciente al municipio de Salas, en la comunidad autónoma de Asturias.

## Historia
Hacia mediados del siglo XIX, el lugar ya pertenecía a la parroquia de Ardesaldo del municipio de Salas. Aparece descrito en el decimosexto y último volumen del Diccionario geográfico-estadístico-histórico de España y sus posesiones de Ultramar de Pascual Madoz con las siguientes palabras:

VILLARMOR: l. en la prov. de Oviedo, ayunt. de Salas y felig. de Sta. Maria de Ardesaldo (V.).
(Madoz, 1850, p. 271)

En 2023, la entidad singular de población de Villarmor tenía empadronados 14 habitantes, todos ellos en diseminado.